# Bolbaffroides carinicollis
Bolbaffroides carinicollis es una especie de coleóptero de la familia Geotrupidae.

## Distribución geográfica
Habita en Assam y Sri Lanka.